# تسوتومو هاناهارا
تسوتومو هاناهارا (به انگلیسی: Tsutomu Hanahara؛ زادهٔ ۳ ژانویهٔ ۱۹۴۰ – درگذشتهٔ ۵ فوریهٔ ۲۰۲۴) یک کشتی‌گیر اهل ژاپن بود
وی در مسابقات کشوری و بین‌المللی در مجموع برندهٔ ۱ مدال طلا، ۱ مدال نقره و ۱ مدال برنز شد.